# Karl Ludwig von und zu Guttenberg
Le baron Karl Ludwig von und zu Guttenberg (22 mars 1902, Bad Neustadt an der Saale - 23 ou 24 avril 1945, Berlin) est un juriste qui a résisté au nazisme. Il a été exécuté peu avant la fin de la guerre.

## Biographie
Issu d'une famille de vieille noblesse dont les origines remontent à 1149 en Franconie, Karl Ludwig von und zu Guttenberg étudie le droit et l'histoire à Munich et obtient son diplôme en 1923. La même année, il épouse la princesse Thérèse zu Schwarzenberg, avec laquelle il a ensuite deux filles et un fils.
Guttenberg est un catholique et un monarchiste. En 1934, il débute la publication du Livre blanc — Weiße Blätter —, mensuel sur l'histoire, la tradition et l'État ; Reinhold Schneider, Jochen Klepper, Ulrich von Hassell et Werner Bergengruen font partie des auteurs du mensuel. Les Weiße Blätter deviennent rapidement une revue importante et un lieu de contacts et d'échanges pour l'opposition conservatrice au régime nazi. En 1939, Guttenberg présente Carl Goerdeler à Ulrich von Hassell.
En 1941, grâce à l'appui du général Ludwig Beck, Guttenberg travaille au service de contre-espionnage de l'Abwehr, sous les ordres de l'amiral Canaris ; il fait partie du cercle d'opposants constitué autour de Hans von Dohnanyi, Justus Delbrück, et Hans Oster. À partir de 1943, il est étroitement surveillé par la Gestapo.
Après l'échec de l'attentat du 20 juillet 1944 contre Hitler, il est arrêté par la Gestapo et interrogé sous la torture, sans qu'il ne révèle de noms de membres de la résistance allemande. Dans la nuit du 23 au 24 avril 1945, il est assassiné par un détachement du SD sur ordre de Heinrich Müller, le chef de la Gestapo.